# Palazzo Tantucci
Il palazzo Tantucci è un edificio storico di Siena, situato in via dei Montanini, con la facciata rivolta su piazza Salimbeni, in cui appare a fianco di palazzo Salimbeni e di fronte a palazzo Spannocchi.

## Storia e descrizione
La costruzione risale al 1548 e fu commissionata dal suo primo proprietario Mariano Tantucci all'architetto senese Bartolomeo Neroni detto "il Riccio"; di stile manierista, il palazzo è stato poi oggetto di ristrutturazione degli interni nel XIX secolo (ad opera di Giuseppe Partini), per poi subire una seconda ristrutturazione nel secolo seguente. Dal 1868 è sede degli uffici della Banca Monte dei Paschi di Siena, unificato ai palazzi confinanti con un intervento di Pierluigi Spadolini negli anni settanta del Novecento.